# Senatori della California
La California elegge senatori di classe 1 e 3. Attualmente i senatori sono i democratici Adam Schiff e Alex Padilla.

## Elenco

### Classe 1
| N.      | Foto    | Senatore                         | Partito        | Carica            | Carica            | Congresso                                                                               | Mandati | Elezioni |
| N.      | Foto    | Senatore                         | Partito        | Inizio            | Termine           | Congresso                                                                               | Mandati | Elezioni |
| ------- | ------- | -------------------------------- | -------------- | ----------------- | ----------------- | --------------------------------------------------------------------------------------- | ------- | --- |
| 1       |         | John C. Frémont (1813-1890)      | Democratico    | 9 settembre 1850  | 3 aprile 1851     | 31                                                                                      | 1       | 1850 |
| Vacante | Vacante | Vacante                          | Vacante        | 4 aprile 1851     | 30 gennaio 1852   | 32                                                                                      |         | Senatore non eletto |
| 2       |         | John B. Weller (1812-1875)       | Democratico    | 30 gennaio 1852   | 3 marzo 1857      | 32 · 33 · 34                                                                            | 1⁄2     | 1852 Perse la rielezione |
| 3       |         | David C. Broderick (1820-1859)   | Democratico    | 4 marzo 1857      | 16 settembre 1859 | 35 · 36                                                                                 | 1⁄2     | 1856 Deceduto |
| Vacante | Vacante | Vacante                          | Vacante        | 17 settembre 1859 | 2 novembre 1859   | 36                                                                                      |         | |
| 4       |         | Henry P. Haun (1815-1860)        | Democratico    | 3 novembre 1859   | 4 marzo 1860      | 36                                                                                      | 1⁄2     | Nominato per continuare il mandato di Broderick Perse l'elezione per terminare il mandato di Broderick                              |
| 5       |         | Milton Latham (1827-1882)        | Democratico    | 5 marzo 1860      | 3 marzo 1863      | 37                                                                                      | 1⁄2     | Eletto per terminare il mandato di Broderick Perse la rielezione                                                                    |
| 6       |         | John Conness (1821-1909)         | Repubblicano   | 4 marzo 1863      | 3 marzo 1869      | 38 · 39 · 40                                                                            | 1       | 1862 |
| 7       |         | Eugene Casserly (1820-1883)      | Democratico    | 4 marzo 1869      | 29 novembre 1873  | 41 · 42 · 43                                                                            | 1⁄2     | 1868 Dimessosi |
| Vacante | Vacante | Vacante                          | Vacante        | 29 novembre 1873  | 22 dicembre 1873  | 43                                                                                      |         | |
| 8       |         | John S. Hager (1818-1890)        | Democratico    | 23 dicembre 1873  | 3 marzo 1875      | 43                                                                                      | 1⁄2     | Eletto per terminare il mandato di Casserly Non ricandidatosi                                                                       |
| 9       |         | Newton Booth (1825-1892)         | Anti-Monopolio | 4 marzo 1875      | 3 marzo 1881      | 44 · 45 · 46                                                                            | 1       | 1874 Non ricandidatosi |
| 10      |         | John Franklin Miller (1831-1886) | Repubblicano   | 4 marzo 1881      | 8 marzo 1886      | 47 · 48 · 49                                                                            | 1⁄2     | 1880 Deceduto |
| Vacante | Vacante | Vacante                          | Vacante        | 8 marzo 1886      | 22 marzo 1886     | 49                                                                                      |         | |
| 11      |         | George Hearst (1820-1891)        | Democratico    | 23 marzo 1886     | 3 agosto 1886     | 49                                                                                      | 1⁄2     | Nominato per continuare il mandato di Miller Non candidatosi                                                                        |
| 12      |         | Abram P. Williams (1832-1914)    | Repubblicano   | 4 agosto 1886     | 3 marzo 1887      | 49                                                                                      | 1⁄2     | Eletto per terminare il mandato di Miller Non ricandidatosi                                                                         |
| 13      |         | George Hearst (1820-1891)        | Democratico    | 4 marzo 1887      | 28 febbraio 1891  | 50 · 51                                                                                 | 1⁄2     | 1887 Deceduto |
| Vacante | Vacante | Vacante                          | Vacante        | 1º marzo 1891     | 18 marzo 1891     | 52                                                                                      |         | |
| 14      |         | Charles N. Felton (1832-1914)    | Repubblicano   | 19 marzo 1891     | 3 marzo 1893      | 52                                                                                      | 1⁄2     | Eletto per terminare il mandato di Hearst Non ricandidatosi                                                                         |
| 15      |         | Stephen M. White (1853-1901)     | Democratico    | 4 marzo 1893      | 3 marzo 1899      | 53 · 54 · 55                                                                            | 1       | 1893 Non ricandidatosi |
| Vacante | Vacante | Vacante                          | Vacante        | 4 marzo 1899      | 6 febbraio 1900   | 56                                                                                      |         | |
| 16      |         | Thomas R. Bard (1841-1915)       | Repubblicano   | 7 febbraio 1900   | 3 marzo 1905      | 57 · 58                                                                                 | 1⁄2     | 1900 Perse la rielezione |
| 17      |         | Frank P. Flint (1862-1929)       | Repubblicano   | 4 marzo 1905      | 3 marzo 1911      | 59 · 60 · 61                                                                            | 1       | 1905 Non ricandidatosi |
| 18      |         | John D. Works (1847-1928)        | Repubblicano   | 4 marzo 1911      | 3 marzo 1917      | 62 · 63 · 64                                                                            | 1       | 1911 Non ricandidatosi |
| 19      |         | Hiram Johnson (1866-1945)        | Repubblicano   | 4 marzo 1917      | 6 agosto 1945     | 65 · 66 · 67 · 68 · 69 · 70 · 71 · 72 · 73 · 74 · 75 · 76 · 77 · 78 · 79                | 4 1⁄2   | 1916 · 1922 · 1928 · 1934 · 1940 Deceduto                                                                                           |
| Vacante | Vacante | Vacante                          | Vacante        | 7 agosto 1945     | 25 agosto 1945    | 79                                                                                      |         | |
| 20      |         | William F. Knowland (1908-1974)  | Repubblicano   | 26 agosto 1945    | 2 gennaio 1959    | 79 · 80 · 81 · 82 · 83 · 84 · 85                                                        | 2 1⁄2   | Nominato per continuare il mandato di Johnson · Eletto per continuare il mandato di Johnson · 1946 · 1952 Candidatosi a Governatore |
| 21      |         | Clair Engle (1911-1964)          | Democratico    | 3 gennaio 1959    | 30 luglio 1964    | 86 · 87 · 88                                                                            | 1⁄2     | 1958 Deceduto |
| Vacante | Vacante | Vacante                          | Vacante        | 31 luglio 1964    | 3 agosto 1964     | 88                                                                                      |         | |
| 22      |         | Pierre Salinger (1925-2004)      | Democratico    | 4 agosto 1964     | 31 dicembre 1964  | 88                                                                                      | 1⁄2     | Nominato per continuare il mandato di Engle Perse l'elezione                                                                        |
| 23      |         | George Murphy (1902-1992)        | Repubblicano   | 1º gennaio 1965   | 1º gennaio 1971   | 89 · 90 · 91                                                                            | 1       | 1964 Perse la rielezione |
| 24      |         | John V. Tunney (1934-2018)       | Democratico    | 2 gennaio 1971    | 1º gennaio 1977   | 91 · 92 · 93 · 94                                                                       | 1       | 1970 Perse la rielezione |
| 25      |         | S. I. Hayakawa (1906-1992)       | Repubblicano   | 2 gennaio 1977    | 3 gennaio 1983    | 95 · 96 · 97                                                                            | 1       | 1976 Non ricandidatosi |
| 6       |         | Pete Wilson (1933-)              | Repubblicano   | 3 gennaio 1983    | 7 gennaio 1991    | 98 · 99 · 100 · 101 · 102                                                               | 1 1⁄2   | 1982 · 1988 Dimessosi per divenire Governatore                                                                                      |
| 27      |         | John F. Seymour (1937-)          | Repubblicano   | 7 gennaio 1991    | 4 novembre 1992   | 102                                                                                     | 1⁄2     | Nominato per continuare il mandato di Wilson Perse l'elezione per terminare il mandato di Wilson                                    |
| 28      |         | Dianne Feinstein (1933-2023)     | Democratico    | 4 novembre 1992   | 28 settembre 2023 | 103 · 104 · 105 · 106 · 107 · 108 · 109 · 110 · 111 · 112 · 113 · 114 · 115 · 116 · 117 | 4 1⁄2   | Eletta per terminare il mandato di WIlson · 1994 · 2000 · 2006 · 2012 · 2018 · Deceduta                                             |
| Vacante | Vacante | Vacante                          | Vacante        | 28 settembre 2023 | 3 ottobre 2023    | 117                                                                                     |         | |
| 29      |         | Laphonza Butler (1979-)          | Democratico    | 3 ottobre 2023    | 8 dicembre 2024   | 117 · 118                                                                               | 1⁄2     | Nominata per terminare il mandato di Feinstein Non ricandidatasi                                                                    |
| 30      |         | Adam Schiff (1960-)              | Democratico    | 8 dicembre 2024   | in carica         | 118 · 119 · 120 · 121                                                                   | 1       | 2024 |

### Classe 3
| N.      | Foto    | Senatore                           | Partito      | Carica           | Carica           | Congresso                                                             | Mandati | Elezioni |
| N.      | Foto    | Senatore                           | Partito      | Inizio           | Termine          | Congresso                                                             | Mandati | Elezioni |
| ------- | ------- | ---------------------------------- | ------------ | ---------------- | ---------------- | --------------------------------------------------------------------- | ------- | --- |
| 1       |         | William M. Gwin (1805-1885)        | Democratico  | 9 settembre 1850 | 2 marzo 1855     | 31 · 32 · 33                                                          | 1       | 1850 Non rieletto immediatamente |
| 1       | Vacante | Vacante                            | Vacante      | 3 marzo 1855     | 13 gennaio 1857  | 34                                                                    | 1⁄2     | |
| 1       |         | William M. Gwin (1805-1885)        | Democratico  | 14 gennaio 1857  | 3 marzo 1861     | 35 · 36                                                               | 1⁄2     | 1857 |
| 2       |         | James A. McDougall (1817-1867)     | Democratico  | 4 marzo 1861     | 3 marzo 1867     | 37 · 38 · 39                                                          | 1       | 1860 Non ricandidatosi |
| 3       |         | Cornelius Cole (1822-1924)         | Repubblicano | 4 marzo 1867     | 3 marzo 1873     | 40 · 41 · 42                                                          | 1       | 1866 |
| 4       |         | Aaron A. Sargent (1827-1887)       | Repubblicano | 4 marzo 1873     | 3 marzo 1879     | 43 · 44 · 45                                                          | 1       | 1872 |
| 5       |         | James T. Farley (1829-1886)        | Democratico  | 4 marzo 1879     | 3 marzo 1885     | 46 · 47 · 48                                                          | 1       | 1878 Non ricandidatosi |
| 6       |         | Leland Stanford (1824-1893)        | Repubblicano | 4 marzo 1885     | 21 giugno 1893   | 49 · 50 · 51 · 52 · 53                                                | 1 1⁄2   | 1885 · 1892 Deceduto |
| Vacante | Vacante | Vacante                            | Vacante      | 22 giugno 1893   | 25 giugno 1893   | 53                                                                    |         | |
| 7       |         | George Clement Perkins (1839-1923) | Repubblicano | 26 giugno 1893   | 3 marzo 1915     | 53 · 54 · 55 · 56 · 57 · 58 · 59 · 60 · 61 · 62 · 63                  | 3 1⁄2   | Nominato per continuare il mandato di Stanford · Eletto per continuare il mandato di Stanford · 1897 · 1903 · 1909 Non ricandidatosi |
| 8       |         | James D. Phelan (1861-1930)        | Democratico  | 4 marzo 1915     | 3 marzo 1921     | 64 · 65 · 66                                                          | 1       | 1914 Perse la rielezione |
| 9       |         | Samuel M. Shortridge (1861-1952)   | Repubblicano | 4 marzo 1921     | 3 marzo 1933     | 67 · 68 · 69 · 70 · 71 · 72                                           | 2       | 1920 · 1926 Non ottenne la ricandidatura                                                                                             |
| 10      |         | William Gibbs McAdoo (1863-1941)   | Democratico  | 3 marzo 1933     | 8 novembre 1938  | 73 · 74 · 75                                                          | 1⁄2     | 1932 Non ottenne la ricandidatura |
| 11      |         | Thomas M. Storke (1876-1971)       | Democratico  | 9 novembre 1938  | 3 gennaio 1939   | 75                                                                    | 1⁄2     | Nominato per terminare il mandato di McAdoo Non ricandidatosi                                                                        |
| 12      |         | Sheridan Downey (1884-1961)        | Democratico  | 3 gennaio 1939   | 30 novembre 1950 | 76 · 77 · 78 · 79 · 80 · 81                                           | 1 1⁄2   | 1938 · 1944 Dimessosi |
| 13      |         | Richard Nixon (1913-1994)          | Repubblicano | 1º dicembre 1950 | 1º gennaio 1953  | 81 · 82                                                               | 1⁄2     | Nominato per terminare il mandato di Downey 1950 Dimessosi per diventare Vicepresidente                                              |
| 14      |         | Thomas Kuchel (1910-1994)          | Repubblicano | 2 gennaio 1953   | 3 gennaio 1969   | 83 · 84 · 85 · 86 · 287 · 88 · 89 · 90                                | 2 1⁄2   | Nominato per continuare il mandato di Nixon · Eletto per continuare il mandato di Nixon · 1956 · 1962 Non ottenne la ricandidatura   |
| 15      |         | Alan Cranston (1914-2000)          | Democratico  | 3 gennaio 1969   | 3 gennaio 1993   | 91 · 92 · 93 · 94 · 95 · 96 · 97 · 98 · 99 · 100 · 101 · 102          | 4       | 1968 · 1974 · 1980 · 1986 Non ricandidatosi                                                                                          |
| 16      |         | Barbara Boxer (1940-)              | Democratico  | 3 gennaio 1993   | 3 gennaio 2017   | 103 · 104 · 105 · 106 · 107 · 108 · 109 · 110 · 111 · 112 · 113 · 114 | 4       | 1992 · 1998 · 2004 · 2010 Non ricandidatasi                                                                                          |
| 17      |         | Kamala Harris (1964-)              | Democratico  | 3 gennaio 2017   | 18 gennaio 2021  | 115 · 116 · 117                                                       | 1/2     | 2016 Dimessasi per diventare Vicepresidente                                                                                          |
| 18      |         | Alex Padilla (1973-)               | Democratico  | 20 gennaio 2021  | in carica        | 117 · 118 · 119 · 120                                                 | 1       | Nominato per continuare il mandato di Harris · Eletto per terminare il mandato di Harris · 2022                                      |